# ¡Suerte, campeón!
¡Suerte, campeón! es una obra de teatro de Antonio Gala, escrita en 1973.

## Argumento
La obra recrea los avatares de una historia de amor a través de 30 años, entre 1941 y 1971, con alusiones a los hechos y las vivencias de la España de la época.

## Representación
Se había previsto el estreno de la obra para el año 1973 en el Teatro de la Comedia de Madrid, con Adolfo Marsillach y Massiel. Sin embargo, la censura de la dictadura franquista prohibió la representación, mediante un comunicado de 21 de agosto de 1973.